# Ловрен, Деян
Де́ян Ло́врен (хорв. Dejan Lovren; род. 5 июля 1989[…], Зеница, Югославия) — хорватский футболист, защитник клуба ПАОК.
Ловрен начал свою карьеру в загребском «Динамо», а в январе 2010 года перешёл в «Олимпик Лион». Провёл три с половиной сезона в команде Лиги 1 и выиграл Кубок Франции в 2012 году, а в 2013 году подписал контракт с «Саутгемптоном». После одного сезона в «Саутгемптоне» перешёл в «Ливерпуль» за 20 миллионов фунтов стерлингов. В составе клуба провёл 185 матчей, выиграл Лигу чемпионов в 2019 году и Премьер-лигу в 2020 году, после чего в июле 2020 года перешёл в российский «Зенит». Через четыре месяца стал капитаном команды, заменив Артёма Дзюбу. Зимой 2023 года вернулся в «Лион».
Представлял Хорватию на различных молодёжных уровнях. Дебютировал на взрослом уровне в 2009 году и с тех пор провёл 78 матчей за свою страну. Играл за сборную Хорватии на чемпионате мира 2014 года в Бразилии и чемпионате мира 2018 года в России (где Хорватия дошла до финала, проиграв сборной Франции), на Евро-2020, а также на чемпионате мира 2022 года в Катаре, после которого завершил карьеру в сборной.

## Ранние годы
Ловрен родился в городе Зеница, Югославия. Семья Ловрена — хорваты, поэтому во время боснийской войны, когда Деяну было только три года, они бежали из Югославии в немецкий Мюнхен. Ловрен прожил в Германии семь лет, он свободно говорил на немецком языке, ходил в школу и в футбольную секцию. Но далее семье пришлось переехать из Германии, так как отсутствовали основания для продления вида на жительство. Новым местожительством являлся город Карловац недалеко от столицы Хорватии — Загреба. Интеграция на новом месте для Ловрена была трудной, так как он не владел достаточными знаниями хорватского языка.

## Клубная карьера
Сначала Ловрен играл в футбол в Германии в составе мюнхенского клуба «Зендлинг». После переезда в Хорватию он играл за местные команды «Иловац» и «Карловац» в юношеском возрасте, а затем в 2004 году перешёл в загребское «Динамо».
В 2005 году подписал десятилетний контракт с загребским «Динамо». В чемпионате Хорватии дебютировал 10 мая 2006 года в матче против «Вартекса» (3:5). 17 июля 2006 года Ловрен был отдан в аренду в «Интер» на два сезона, где он провёл 50 матчей в чемпионате и забил один гол. После возвращения из аренды хорват регулярно выходил в стартовом составе «Динамо», приняв участие в 38 матчах сезона 2008/09 и забив три гола. 6 августа 2008 года дебютировал в еврокубках в матче квалификации Лиги чемпионов против словенской «Домжале» (3:2), Ловрен вышел на 73-й минуте вместо Игора Бишчана. В следующем раунде «Динамо» проиграло донецкому «Шахтёру» в двух матчах. Ловрен сыграл в обоих. После того как «Динамо» вылетело из Лиги чемпионов клуб начал выступления в Кубке УЕФА. В первом раунде «Динамо» обыграло чешскую «Спарту». Первый матч на «Максимире» закончился ничьей (0:0), Ловрен вышел на 85 минуте вместо Педро Моралеса. Второй матч также закончился ничьей (3:3), на 30-й минуте Ловрен забил гол в ворота Матуша Козачика. За счёт голов на выезде «Динамо» пробилось в групповой турнир. В группе «Динамо» заняло последние 5-е место, уступив российскому «Спартаку», голландскому НЕКу, английскому «Тоттенхэму» и итальянскому «Удинезе». «Динамо» выиграло чемпионат Хорватии 2008/09, Ловрен провёл 22 матча и забил 1 гол. В этом же сезоне «Динамо» выиграло Кубок Хорватии, в финале обыграв принципиального соперника сплитский «Хайдук».
В сезоне 2009/10 он принял участие во всех четырёх матчах отборочного турнира Лиги чемпионов против ереванского «Пюника» и «Ред Булл Зальцбурга», а в игре против «Пюника» ему удалось забить головой.

### «Олимпик Лион»

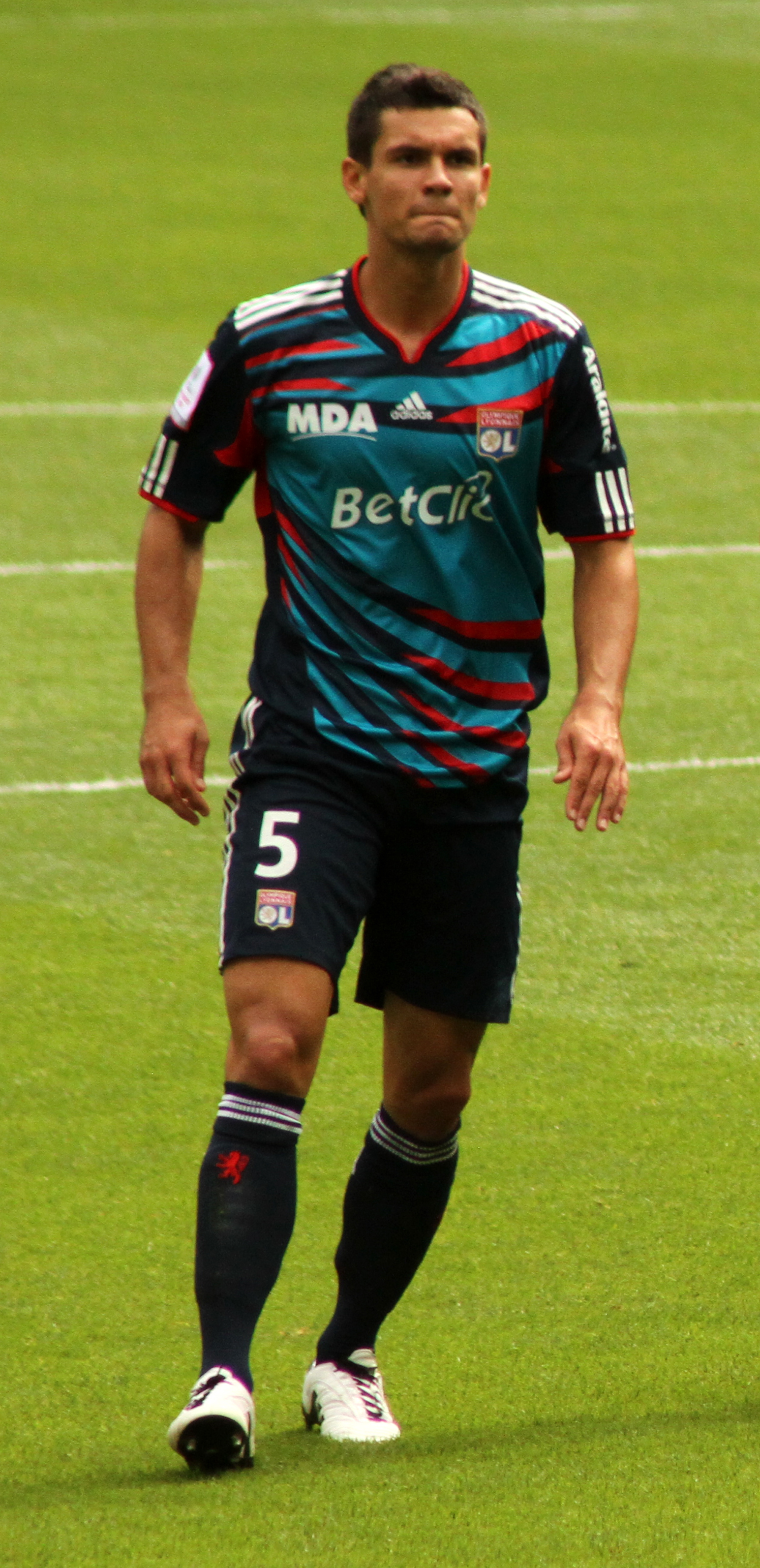
Ловрен в составе лионского «Олимпика», июль 2010 года

В январе 2010 года Ловрен подписал контракт на четыре с половиной года с французским клубом «Олимпик Лион» за 8 миллионов евро плюс 1,5 миллиона евро в качестве бонусов. Он дебютировал 24 января 2010 года в матче против «Монако» в Кубке Франции со счётом 2:1, отыграв полный матч. Его дебют в чемпионате состоялся 31 января в домашней победе над «Пари Сен-Жермен» со счётом 2:1, и он снова отыграл все 90 минут. Во второй половине сезона он принял участие в 10 матчах, в основном выходя на замену. В том сезоне ему не разрешили участвовать в матчах «Лиона» в Лиге чемпионов, так как он уже играл в этом турнире за загребское «Динамо».
Игровое время Ловрена увеличилось в сезоне 2010/11 после ухода летом 2010 года двух других защитников, Жана-Алена Бумсонга и Матьё Бодмера. В течение сезона он постепенно утвердился в качестве постоянного игрока основного состава, играя на позиции центрального защитника вместе с Крисом, а также использовался как правый или левый фуллбэк, проявив себя как универсальный защитник. В ноябре 2010 года Ловрен был включён в список 100 лучших молодых игроков мира по версии Don Balón.
23 января 2012 года Ловрен продлил свой контракт с «Лионом» ещё на два сезона, подписав контракт с французским клубом до 2016 года. Он начал игру за «Лион» в финале Кубке Франции 2012 года, выиграв 1:0 у «Кевийи», но был заменён через 18 минут на Бакари Коне.

### «Саутгемптон»
14 июня 2013 года Ловрен подписал контракт с «Саутгемптоном» на четыре года за нераскрытую сумму, которая оценивалась в 8,5 млн фунтов стерлингов. Он дебютировал 17 августа 2013 года в матче против «Вест Бромвич Альбион» (1:0). 21 сентября 2013 года он забил свой первый гол за «Саутгемптон» против «Ливерпуля» на «Энфилде», который оказался победным. 19 октября он ассистировал Адаму Лаллане, чтобы сравнять счёт в матче против «Манчестер Юнайтед» (1:1) на «Олд Траффорд». 18 января 2014 года он забил второй гол в лиге в матче против «Сандерленда» (2:2), но в конце игры его унесли на носилках, и после матча ему потребовалось лечение в больнице. 23 января было объявлено, что вместе с полузащитником Гастоном Рамиресом хорват выбыл на срок от шести до восьми недель из-за повреждения связок голеностопа.
По окончании своего первого сезона в Премьер-лиге Ловрен был включён в список Bloomberg Sports’s Power 50, в котором представлены статистические рейтинги выступлений игроков в пяти ведущих европейских лигах. Он занял пятое место в рейтинге игроков Премьер-лиги, заняв 31-ю позицию. После многочисленных спекуляций относительно будущего Ловрена после ухода из «Саутгемптона» Адама Лалланы, Люка Шоу и Рики Ламберта, 25 июля 2014 года Liverpool Echo сообщила, что «Саутгемптон» согласовал с «Ливерпулем» сумму за продажу Ловрена, который должен был пройти медобследование в мерсисайдском клубе после того, как, по сообщениям, подал запрос о трансфере в «Саутгемптон».

### «Ливерпуль»

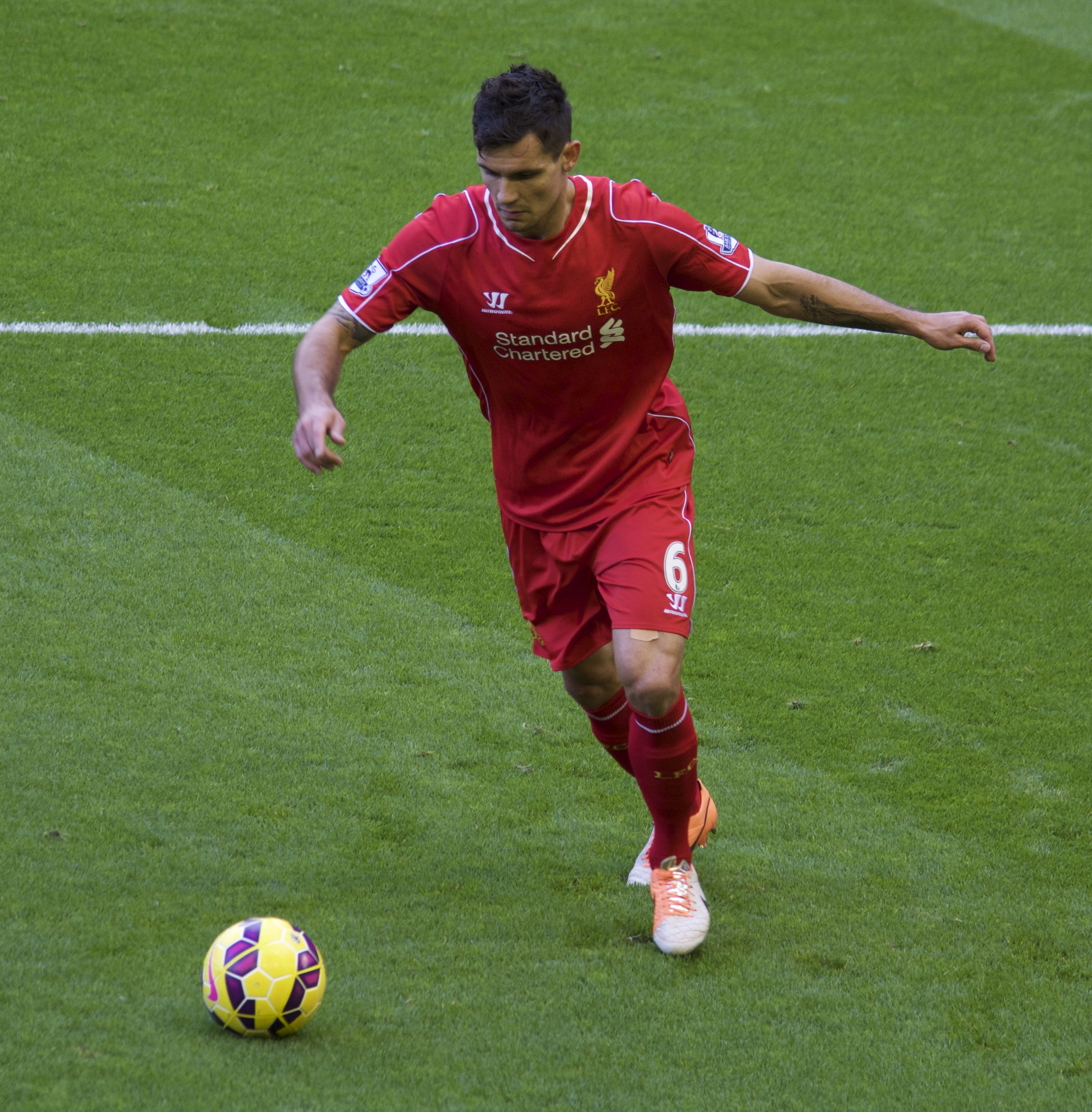
Ловрен играет за «Ливерпуль» в 2014 году

27 июля 2014 года оформил трансфер в «Ливерпуль». Он подписал четырёхлетний контракт за 20 миллионов фунтов стерлингов, став самым дорогим защитником в истории «Ливерпуля» до прихода в клуб Вирджила ван Дейка в 2018 году. 10 августа 2014 года он дебютировал в составе новой команды в товарищеском матче против дортмундской «Боруссии» на «Энфилде», забив второй гол в победе со счётом 4:0, а 17 августа дебютировал в составе в матче открытия сезона Премьер-лиги, отыграв все 90 минут в победе 2:1 над бывшим клубом «Саутгемптоном». Свой первый официальный гол за «Ливерпуль» он забил 28 октября, когда со штрафного удара забил победный мяч в матче четвёртого раунда Кубка лиги над «Суонси Сити» (2:1). Однако после неудачного выступления в Лиге чемпионов против «Базеля» Ловрен был убран из основного состава команды. 26 февраля 2015 года будучи последним исполнителем пенальти, Ловрен пробил под перекладину, когда «Ливерпуль» проиграл в серии пенальти «Бешикташу» и выбыл из последнего 32-го тура Лиги Европы. Сайт The Telegraph включил Ловрена в статью о 20 худших подписаниях Премьер-лиги 2014/15, в которой отмечалось количество его ошибок, приведших к голам соперников.
Ловрен вернул себе место в составе на первые три матча сезона 2015/16 и показал хорошие результаты, обеспечив три полные игры и набрав семь очков. Однако после пары поражений от «Вест Хэм Юнайтед» и «Манчестер Юнайтед», в которых защита пропустила шесть голов, Ловрен снова уступил своё место Мамаду Сако. 8 ноября он вышел на замену вместо Сако в матче с «Кристал Пэлас» (2:1) на «Энфилде», при этом француз получил травму колена, которая вывела его из строя на два месяца. 13 декабря в матче с «Вест Бромвич Альбион» (2:2) Ловрен был унесён с поля на 79-й минуте из-за травмы и заменён на Дивока Ориги. 14 апреля следующего года Ловрен забил победный гол в компенсированное время в четвертьфинале Лиги Европы над дортмундской «Боруссией» со счётом 4:3. Пережив трудное начало своей карьеры в «Ливерпуле», к концу сезона 2015/16 под руководством Юргена Клоппа Ловрен, по словам Liverpool Echo, превратился в «спокойного и собранного» лидера на поле. 28 апреля 2017 года Ловрен продлил контракт с английским клубом до 2021 года.

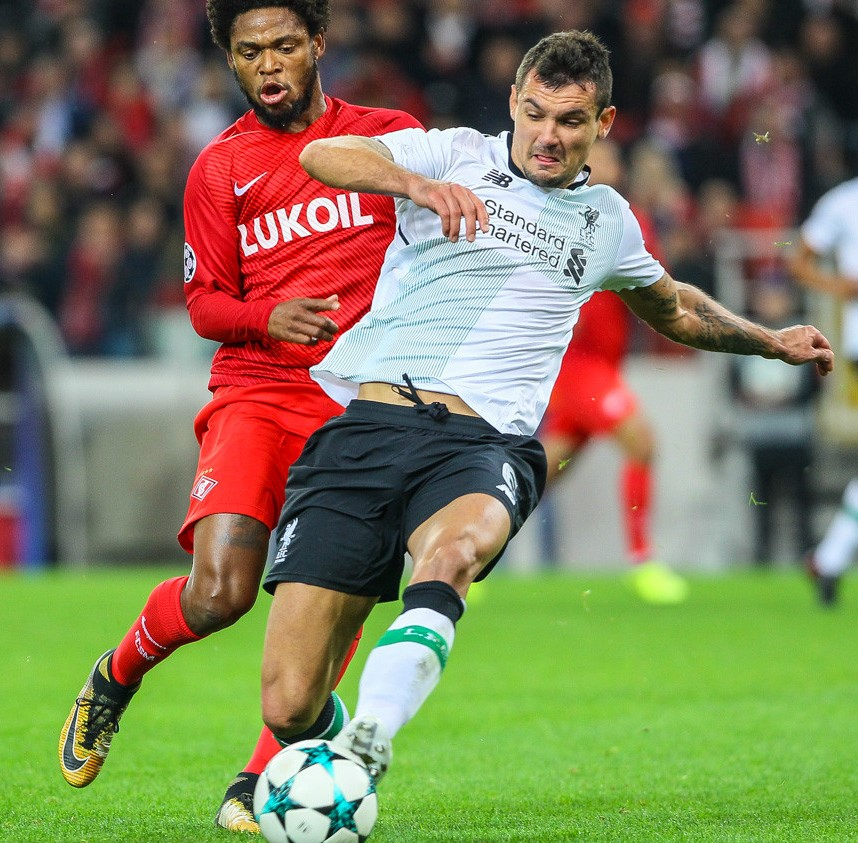
Ловрен (справа) в матче Лиги чемпионов против московского «Спартака», сентябрь 2017 года

Начало сезона 2017/18 было не очень удачным: 22 октября 2017 года он стал виновником первых голов Гарри Кейна и Сон Хын Мина, когда «Тоттенхэм Хотспур» разгромил «Ливерпуль» со счётом 4:1. Он был заменён на Алекса Окслейд-Чемберлена спустя всего полчаса. 17 декабря Ловрен забил свой первый гол в сезоне в победе над «Борнмутом» со счётом 4:0; этот результат позволил «Ливерпулю» стать первой командой в истории Премьер-лиги, выигравшей четыре выездных матча подряд с разницей не менее чем в три мяча. После прихода Вирджила ван Дейка 1 января он и Ловрен создали устойчивое партнёрство в центре обороны «Ливерпуля». 14 января 2018 года Ловрен впервые стал капитаном «Ливерпуля» в победе над «Манчестер Сити» со счётом 4:3. 13 мая Ловрен забил свой второй гол в сезоне в победе над «Брайтон энд Хоув Альбион» (4:0), которая обеспечила «Ливерпулю» участие в Лиге чемпионов в следующем сезоне. Ловрен также сыграл важную роль в Лиге чемпионов, где «Ливерпуль» дошёл до финала, но в итоге проиграл его действующим чемпионам — мадридскому «Реалу».
Ловрен начал сезон 2018/19, получив травму после чемпионата мира. Он вернулся в состав на матч Кубка лиги против «Челси», который «Ливерпуль» проиграл 1:2. 26 декабря он забил первый гол в победе 4:0 над «Ньюкасл Юнайтед». 3 января 2019 года во время матча против «Манчестер Сити» Ловрен допустил решающую ошибку, которая привела к первому голу Серхио Агуэро. «Ливерпуль» проиграл матч со счётом 2:1 и прервал свою беспроигрышную серию в Премьер-лиге. 7 января на шестой минуте матча Кубка Англии против «Вулверхэмптон Уондерерс» Ловрен получил травму и был заменён на Ки-Яна Хувера. Впоследствии он потерял своё место в стартовом составе, сыграв только два полных матча до конца сезона, когда «Ливерпуль» проиграл Премьер-лигу, отстав на одно очко от возможных чемпионов «Манчестер Сити» и выиграл финал Лиги чемпионов 2019 года против «Тоттенхэм Хотспур», где он остался на скамейке запасных. Он стал десятым хорватом в истории, выигравшим Лигу чемпионов.
Летом 2019 года Ловрен потребовал трансфера, так как не хотел быть запасным игроком. Наибольший интерес проявили клубы Серии А — «Милан» и «Рома». Поэтому он не попал в состав команды на Суперкубок УЕФА 2019 года, который «Ливерпуль» выиграл у «Челси» по пенальти. 25 сентября Ловрен вернулся в состав на матч Кубка лиги против «МК Донс». После травмы Жоэля Матипа он закрепил своё место в стартовом составе. 27 ноября он забил эквалайзер в матче группового этапа Лиги чемпионов против «Наполи», который закончился вничью 1:1. Однако 10 декабря он получил травму колена в игре против «Ред Булл Зальцбург» и был заменён на Джо Гомеса. Из-за травмы он пропустил Клубный чемпионат мира 2019 года, который «Ливерпуль» выиграл, победив в финале «Фламенго» со счётом 1:0. Он вернулся 26 января 2020 года и стал капитаном команды в матче Кубка Англии против «Шрусбери Таун», который закончился вничью 2:2. 25 июня, после победы «Челси» над «Манчестер Сити» со счётом 2:1, «Ливерпуль» математически выиграл Премьер-лигу, став первым хорватом в истории.
В английской Премьер-лиге за 6 сезонов в «Ливерпуле» сыграл 131 матч и забил 5 мячей.

### «Зенит»
27 июля 2020 года петербургский «Зенит» объявил о трансфере игрока. Соглашение с игроком было подписано на три года. Дебютировал в составе нового клуба 7 августа 2020 года в матче за Суперкубок против московского «Локомотива» (2:1). Первый матч в чемпионате России провёл 11 августа 2020 года в 1-м туре против волгоградского «Ротора» (2:0), выйдя в стартовом составе. Первый мяч за «Зенит» забил 15 августа 2020 года в матче 2-го тура чемпионата России против «Ростова» (2:0). 8 ноября 2020 года Ловрен впервые стал капитаном «Зенита» в матче против «Краснодара» из-за того, что Артём Дзюба был лишён капитанской повязки после публикации откровенного видео. В составе сине-бело-голубых Ловрен провёл 63 матча, забил три мяча и сделал три результативные передачи. Вместе с «Зенитом» защитник стал двукратным чемпионом страны и трижды выиграл Суперкубок России.

### Возвращение в «Лион»
2 января 2023 года перешёл в «Олимпик Лион», за который он уже выступал с 2010 по 2013 год, подписав контракт до 30 июня 2025 года. Первый матч после возвращения провёл 11 января 2023 года против «Нанта» (0:0), выйдя в стартовом составе и проведя на поле весь матч.

## Карьера в сборной
Выступал за юношеские сборные Хорватии до 17 и до 19 лет. Также провёл 20 матчей и забил 1 гол за молодёжную сборную Хорватии до 21 года.
Был впервые вызван в сборную Хорватии в августе 2009 года при тренере Славене Биличе, который включил игрока в состав команды на матч против сборной Беларуси. Ловрен на поле не вышел, однако остался в восторге от нового опыта. 8 октября 2009 года дебютировал за главную сборнную в товарищеском матче против Катара (3:2). 2 сентября 2011 года Ловрен забил свой первый международный гол в матче отборочного турнира Евро-2012 против Мальты. Был также вызван Биличем на сборы к Евро-2012, но из-за травмы не попал в окончательный состав. Свой второй гол за сборную забил 26 марта 2013 года в отборочном матче чемпионата мира против сборной Уэльса на стадионе «Либерти» в Суонси. Таким образом, Деян сравнял счёт в матче после того, как Гарет Бэйл вывел Уэльс вперёд с пенальти, назначенного по вине Ловрена. В итоге Хорватия выиграла матч со счётом 2:1.

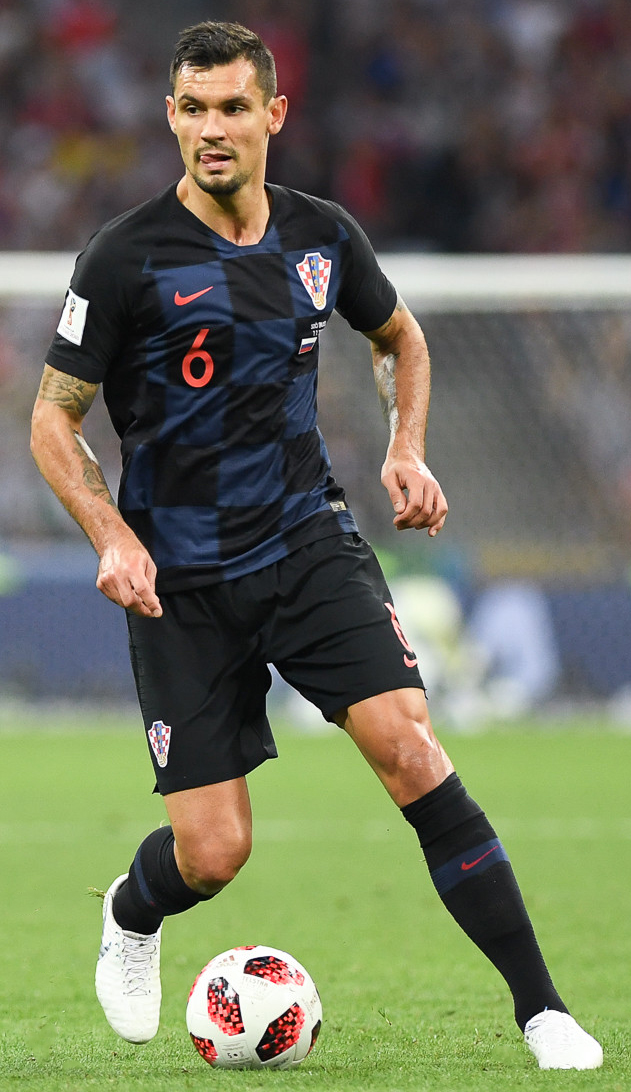
Ловрен в составе сборной Хорватии на чемпионате мира 2018 года

В мае 2014 года Ловрен был включён Нико Ковачем в расширенный состав сборной на чемпионат мира 2014 года в Бразилии. 12 июня в матче открытия против хозяев в Сан-Паулу Ловрен, по мнению судьи, сфолил на Фреде на 69-й минуте при счёте 1:1. Был назначен спорный пенальти, который был реализован Неймаром и привёл к победе Бразилии со счётом 3:1. Также был задействован в двух других матчах группового этапа, когда Хорватия выбыла из турнира после поражения от сборной Мексики со счётом 1:3. Ухудшение отношений Ловрена с главным тренером Анте Чачичем в конечном итоге привело к тому, что он не попал в состав сборной Хорватии на Евро-2016.
В мае 2018 года был включён в состав сборной Хорватии из 23 человек на чемпионат мира 2018 года в России. В заключительном матче группового этапа против сборной Исландии, после того как Хорватия уже квалифицировалась в плей-офф, сыграл рукой в штрафной, за что был назначен пенальти, успешно реализованный Гильфи Сигурдссон — 1:1. Несмотря на это, Хорватия выиграла матч со счётом 2:1 и заняла первое место в своей группе. Ловрен выходил на поле на протяжении всего турнира и дошёл с командой до финала, где Хорватия проиграла Франции (2:4).
11 сентября Ловрен из-за травмы пропустил дебютный матч сборной в свежесозданной Лиге наций, где Хорватия проиграла Испании со счётом 0:6. Через месяц сыграл в матче против сборной Англии, который закончился безголевой ничьей. 15 ноября принял участие в матче, завершившемся поражением Испании со счётом 3:2. После матча Ловрен назвал сборную Испании «кучкой сосунков» в прямом эфире в Instagram и признался, что намеренно ударил локтем защитника соперников Серхио Рамоса, с которым он враждовал в СМИ до матча. Три дня спустя Хорватия потерпела поражение от сборной Англии со счётом 1:2 и была понижена в классе до лиги В на следующий розыгрыш Лиги Наций.
11 января 2019 года УЕФА дисквалифицировал Ловрена на один международный матч за неуважение к сборной Испании и её флагу, а также за умышленный удар локтем Рамоса. Он не смог сыграть в отборочном матче Евро-2020 против сборной Азербайджана. 6 сентября забил свой третий гол за национальную команду в матче со сборной Словакии (победа 4:0). 9 ноября 2022 года вошёл в итоговый состав сборной на чемпионат мира 2022. На турнире провёл шесть матчей и вместе со сборной занял третье место. 23 февраля 2023 года объявил о завершении карьеры в сборной Хорватии.

## Достижения

### Командные
«Динамо» (Загреб)
- Чемпион Хорватии (2): 2005/06, 2008/09
- Обладатель Кубка Хорватии: 2008/09

«Интер» (Запрешич)
- Победитель Второй лиги Хорватии: 2006/07

«Олимпик Лион»
- Обладатель Кубка Франции: 2011/12

«Ливерпуль»
- Чемпион Англии: 2019/20
- Победитель Лиги чемпионов УЕФА: 2018/19

«Зенит»
- Чемпион России (3): 2020/21, 2021/22, 2022/23
- Обладатель Суперкубка России (3): 2020, 2021, 2022

Сборная Хорватии
- Вице-чемпион мира: 2018
- Бронзовый призёр чемпионата мира: 2022

### Личные
- Орден Князя Бранимира: 2018[102]

## Статистика

### Клубная статистика
| Клуб               | Сезон            | Лига             | Лига | Лига | Кубок страны | Кубок страны | Кубок лиги | Кубок лиги | Еврокубки | Еврокубки | Другие | Другие | Всего | Всего |
| Клуб               | Сезон            | Чемпионат        | Игры | Голы | Игры         | Голы         | Игры       | Голы       | Игры      | Голы      | Игры   | Голы   | Игры  | Голы  |
| ------------------ | ---------------- | ---------------- | ---- | ---- | ------------ | ------------ | ---------- | ---------- | --------- | --------- | ------ | ------ | ----- | ----- |
| Динамо (Загреб)    | 2005/06          | Первая лига ХФЛ  | 1    | 0    | 0            | 0            | —          | —          | 0         | 0         | —      | —      | 1     | 0     |
| → Интер (Запрешич) | 2006/07          | Вторая лига ХФЛ  | 21   | 0    | 4            | 0            | —          | —          | —         | —         | —      | —      | 25    | 0     |
| → Интер (Запрешич) | 2007/08          | Первая лига ХФЛ  | 29   | 1    | 2            | 0            | —          | —          | —         | —         | —      | —      | 31    | 1     |
| → Интер (Запрешич) | Итого            | Итого            | 50   | 1    | 6            | 0            | —          | —          | —         | —         | —      | —      | 56    | 1     |
| Динамо (Загреб)    | 2008/09          | Первая лига ХФЛ  | 22   | 1    | 8            | 1            | —          | —          | 8         | 1         | —      | —      | 38    | 3     |
| Динамо (Загреб)    | 2009/10          | Первая лига ХФЛ  | 14   | 0    | 4            | 0            | —          | —          | 11        | 1         | —      | —      | 29    | 1     |
| Динамо (Загреб)    | Итого            | Итого            | 37   | 1    | 12           | 1            | —          | —          | 19        | 2         | —      | —      | 68    | 4     |
| Олимпик Лион       | 2009/10          | Лига 1           | 8    | 0    | 1            | 0            | 1          | 0          | 0         | 0         | —      | —      | 10    | 0     |
| Олимпик Лион       | 2010/11          | Лига 1           | 28   | 0    | 2            | 0            | 1          | 0          | 6         | 1         | —      | —      | 37    | 1     |
| Олимпик Лион       | 2011/12          | Лига 1           | 18   | 1    | 3            | 0            | 2          | 0          | 8         | 0         | —      | —      | 31    | 1     |
| Олимпик Лион       | 2012/13          | Лига 1           | 18   | 1    | 0            | 0            | 1          | 0          | 5         | 0         | —      | —      | 24    | 1     |
| Олимпик Лион       | Итого            | Итого            | 72   | 2    | 6            | 0            | 5          | 0          | 19        | 1         | —      | —      | 102   | 3     |
| Саутгемптон        | 2013/14          | АПЛ              | 31   | 2    | 0            | 0            | 0          | 0          | —         | —         | —      | —      | 31    | 2     |
| Саутгемптон        | Итого            | Итого            | 31   | 2    | 0            | 0            | 0          | 0          | —         | —         | —      | —      | 31    | 2     |
| Ливерпуль          | 2014/15          | АПЛ              | 26   | 0    | 4            | 0            | 2          | 1          | 6         | 0         | —      | —      | 38    | 1     |
| Ливерпуль          | 2015/16          | АПЛ              | 24   | 0    | 1            | 0            | 4          | 0          | 10        | 1         | —      | —      | 39    | 1     |
| Ливерпуль          | 2016/17          | АПЛ              | 29   | 2    | 0            | 0            | 3          | 0          | —         | —         | —      | —      | 32    | 2     |
| Ливерпуль          | 2017/18          | АПЛ              | 29   | 2    | 0            | 0            | 0          | 0          | 14        | 0         | —      | —      | 43    | 2     |
| Ливерпуль          | 2018/19          | АПЛ              | 13   | 1    | 1            | 0            | 1          | 0          | 3         | 0         | —      | —      | 18    | 1     |
| Ливерпуль          | 2019/20          | АПЛ              | 10   | 0    | 1            | 0            | 1          | 0          | 3         | 1         | —      | —      | 15    | 1     |
| Ливерпуль          | Итого            | Итого            | 131  | 5    | 7            | 0            | 11         | 1          | 36        | 2         | —      | —      | 185   | 8     |
| Зенит (СПб)        | 2020/21          | РПЛ              | 21   | 2    | 1            | 0            | —          | —          | 5         | 0         | 1      | 0      | 28    | 2     |
| Зенит (СПб)        | 2021/22          | РПЛ              | 14   | 0    | 0            | 0            | —          | —          | 4         | 0         | 1      | 0      | 19    | 0     |
| Зенит (СПб)        | 2022/23          | РПЛ              | 15   | 1    | 1            | 0            | —          | —          | —         | —         | 0      | 0      | 16    | 1     |
| Зенит (СПб)        | Итого            | Итого            | 50   | 3    | 2            | 0            | —          | —          | 9         | 0         | 2      | 0      | 63    | 3     |
| Олимпик Лион       | 2022/23          | Лига 1           | 17   | 1    | 4            | 0            | —          | —          | —         | —         | —      | —      | 21    | 1     |
| Олимпик Лион       | 2023/24          | Лига 1           | 10   | 0    | 0            | 0            | —          | —          | —         | —         | —      | —      | 10    | 0     |
| Олимпик Лион       | Итого            | Итого            | 27   | 1    | 4            | 0            | —          | —          | —         | —         | —      | —      | 31    | 1     |
| Олимпик Лион       | Всего за Лион    | Всего за Лион    | 99   | 3    | 10           | 0            | 5          | 0          | 19        | 1         | —      | —      | 133   | 4     |
| Всего за карьеру   | Всего за карьеру | Всего за карьеру | 398  | 15   | 37           | 1            | 16         | 1          | 83        | 5         | 2      | 0      | 539   | 22    |

### Статистика в сборной
| Сборная  | Год   | Игры | Голы |
| -------- | ----- | ---- | ---- |
| Хорватия | 2009  | 2    | 0    |
| Хорватия | 2010  | 3    | 0    |
| Хорватия | 2011  | 8    | 1    |
| Хорватия | 2012  | 1    | 0    |
| Хорватия | 2013  | 9    | 1    |
| Хорватия | 2014  | 7    | 0    |
| Хорватия | 2016  | 1    | 0    |
| Хорватия | 2017  | 6    | 0    |
| Хорватия | 2018  | 13   | 0    |
| Хорватия | 2019  | 7    | 1    |
| Хорватия | 2020  | 5    | 1    |
| Хорватия | 2021  | 8    | 0    |
| Хорватия | 2022  | 8    | 1    |
| Всего    | Всего | 78   | 5    |

| # | Дата             | Место проведения                              | Соперник | Гол | Результат | Соревнование                                                       |
| - | ---------------- | --------------------------------------------- | -------- | --- | --------- | ------------------------------------------------------------------ |
| 1 | 2 сентября 2011  | Национальный стадион, Та-Кали, Мальта         | Мальта   | 3:1 | 3:1       | Чемпионат Европы по футболу 2012 (отборочный турнир, группа F)     |
| 2 | 26 марта 2013    | Либерти, Суонси, Уэльс                        | Уэльс    | 1:1 | 2:1       | Чемпионат мира по футболу 2014 (отборочный турнир, УЕФА, группа A) |
| 3 | 6 сентября 2019  | Стадион Антона Малатинского, Трнава, Словакия | Словакия | 4:0 | 4:0       | Чемпионат Европы по футболу 2020 (отборочный турнир, группа E)     |
| 4 | 8 сентября 2020  | Стад де Франс, Сен-Дени, Франция              | Франция  | 1:0 | 2:4       | Лига наций УЕФА 2020/2021                                          |
| 5 | 25 сентября 2022 | Эрнст Хаппель, Вена, Австрия                  | Австрия  | 3:1 | 3:1       | Лига наций УЕФА 2022/2023                                          |